# Aulaconiscus caecus
Aulaconiscus caecus is een pissebed uit de familie Scleropactidae. De wetenschappelijke naam van de soort is voor het eerst geldig gepubliceerd in 1997 door Taiti & Howarth.